# Amastris consanguinea
Amastris consanguinea är en insektsart som beskrevs av Carl Stål. Amastris consanguinea ingår i släktet Amastris och familjen hornstritar. Inga underarter finns listade i Catalogue of Life.